# Conus demarcoi
Conus demarcoi é uma espécie de gastrópode do gênero Conus, pertencente a família Conidae.